# Richensee

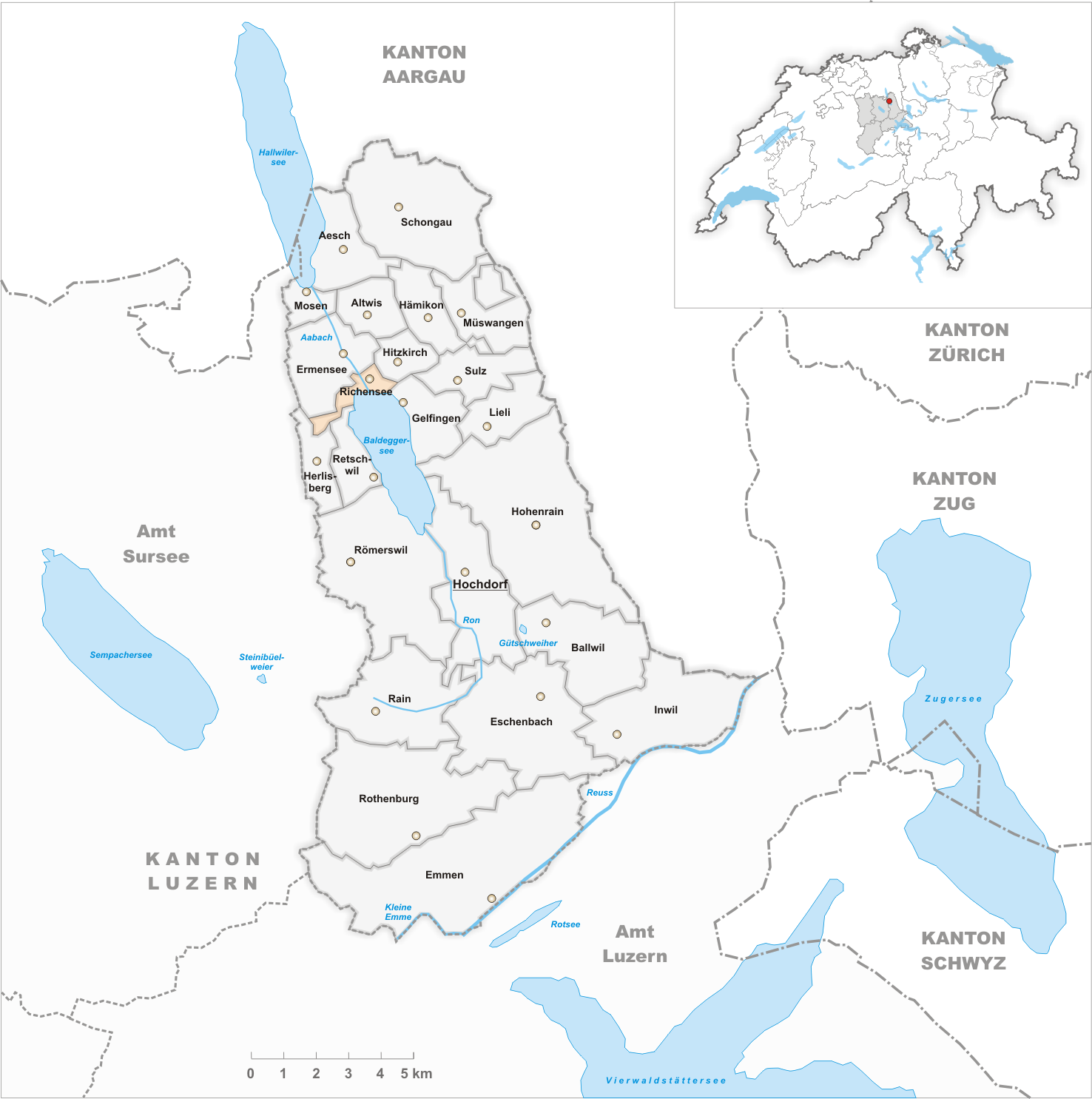
Gemeindestand vor der Fusion am 1. Juni 1897

Richensee ist eine Ortschaft in der Gemeinde Hitzkirch im Wahlkreis Hochdorf des Kantons Luzern in der Schweiz. Die ehemalige Gemeinde gehört seit dem 1. Juni 1897 zu Hitzkirch. Richensee besitzt keinen Ortskern, sondern besteht aus Weilern, Bauernhöfen und Wohnhäusern, die am Ufer des Baldeggersees und Hängen der Erlosen verstreut liegen.

## Geschichte

### Von den Anfängen bis zu den Kyburgern und Habsburgern
Um 8000 v. Chr. liessen sich erste Siedler am Baldeggersee nieder. Um 3800 v. Chr. lebten Steinzeitmenschen auf der Seematte. Um 1000 v. Chr. gab es erstmals Bronzegiesser im Moos. Zwischen 400 v. Chr. bis ca. 500 n. Chr. wanderten nacheinander Kelten, Römer und Alemannen ein.
Die Grafen Hartmann IV. und Hartmann V. von Kyburg bekamen um 1237 vom Chorherrenstift St. Michael Beromünster ein Grundstück in Richensee als Gegenleistung für einen Vertrag. Die Grafen wollten auf diesem Gebiet eine Befestigung errichten. Das war wohl die Grundsteinlegung für das Städtchen Richensee. Die Kyburger mussten wohl schon vorher veranlasst haben, dass zwischen dem Hallwilersee und dem Baldeggersee eine Turmburg mit Stadtmauer und das Städtchen entstanden. Denn um 1242 wurde erstmals ein Arnold von Richensee als kyburgischer Vogt erwähnt. Nach dem Aussterben der Kyburger erbten die Habsburger Richensee.

### Die Blütezeit Richensees
Richensee hatte eine Stadtmauer, das Stadtrecht und das Marktrecht. Das Dorf hielt jährlich vier Märkte ab und wurde Amtshauptort.
Die Handelswege von Nord nach Süd verliefen durch Richensee, und so entschieden sich die Kyburger, Zoll einzuziehen. Aber auch die Bewohner der Burg Grünenberg wollten Zoll einziehen, die Händler wurden so ausgenutzt.
In seiner Blütezeit war Richensee um einiges grösser als das heutige Nachbardorf Hitzkirch.

### Während des Sempacherkriegs
Während des Monats Januar 1386 geriet die Stadt Richensee in ein auswegloses Dilemma. Rothenburg war von den Luzernern bereits zerstört worden. Und nun kamen die Luzerner ins Seetal. Baldegg, Grünenberg, Nünegg und Oberreinach waren geschleift. Sollte als nächste habsburgische Festung Richensee dem Erdboden gleichgemacht werden? Richensee, so kann man nur vermuten, sah seine Rettung in der Flucht nach vorn. Das Städtchen schloss ein Bündnis mit Luzern und verriet damit den österreichischen Herzog (Leopold III. von Habsburg).
Baldegg, Grünenberg, Nünegg und Oberreinach wurden von den Luzernern zerstört (Heidegg war mit Luzern verburgrechtet). Die Habsburger wollten sich an den treulosen Seetalern rächen. Unter dem Kommando der beiden habsburgischen Feldhauptleute Johann Ochsenstein und Johann Truchsess von Waldburg wurde Richensee am 9. Februar 1386 gebrandschatzt. Dabei starben 200 Menschen. Das Dorf verlor sein Burgrecht und wurde wieder zum Bauerndorf. Fünf Monate nach der Zerstörung von Richensee kam es zur Schlacht: Leopold III. sammelte seine Armee bei Sursee und führte seine gut gepanzerte Armee am 9. Juli nach Sempach. Die Feudalherren bildeten eine lanzenbewehrte, igelartige Verteidigung. Die geschlossenen Reihen der Feudalherren erwarteten den Angriff, wobei die Lanzen ihrer vordersten vier Reihen ein unüberwindliches Hindernis bildeten. Die Eidgenossen waren der krasse Gegensatz zu den schwer gepanzerten Rittern. Sie bestanden nur aus dem einfachen Fussvolk.
„Der Sage nach opferte sich nun ein Mann von Unterwalden, Arnold Winkelried, über dessen Leiche die Eidgenossen nun ins Zentrum der habsburgischen Stellung eindrangen. Die mit dem später berüchtigten vigor helvetii geführten Hellebarden hielten nun blutige Ernte unter den durch ihre schweren Rüstungen mehr behinderten als geschützten Rittern.“
Leopold III. (Habsburg) wurde ermordet, und die Habsburger wurden vernichtend geschlagen.
Das Dorf verlor sein Stadtrecht und wurde wieder ein Bauerndorf, blieb aber weiterhin dem Machtbereich der Habsburger zugehörig. Erst 1415, als die Eidgenossen nach der Verhängung der Reichsacht über Herzog Friedrich von Österreich den Aargau eroberten, kam Richensee zu Luzern.

### Weitere Entwicklungen
Ab 1425 gehörte Richensee zum Freiamt und wurde von den sieben (später 13) alten Orten der Eidgenossenschaft gemeinsam verwaltet.
1803 wurde Richensee dem Kanton Luzern zugeteilt. Danach beteiligte sich Richensee am Bau der Seetalbahn und verschuldete sich dadurch sehr hoch. Deshalb entschloss sich der Kanton die Gemeinde Richensee aufzulösen. Es gab vier Möglichkeiten zur Auswahl:
- 1. drei Grossgemeinden im Seetal
- 2. mit Ermensee vereinigt
- 3. dreigeteilt
- 4. eine einzige Grossgemeinde

Alle vier Möglichkeiten hatten keine Chance. Die vierte Idee wurde nicht einmal diskutiert.
Also entschloss sich Hitzkirch nach einigen Verhandlungen, Richensee einzugliedern.

## Megalithturm
Um das Jahr 1237 wird der Megalithturm (Megalith = grosser Stein) in Richensee durch die Grafen von Kyburg erbaut, und das Städtchen wird gegründet. Der Turm hatte früher einen Aufbau aus Holz, welcher über den Turm hinausragte. Der Turm ist Amts- und Wohnsitz des Vogtes, Herrschaftszentrum, Statussymbol und Wehranlage. Die Grundfläche beträgt ca. 11,5 m auf 11,5 m. Die durchschnittliche Mauerdicke auf Bodenhöhe beträgt etwa 3,5 m. Im Turm gab es eine Wohnung, die über einen Hocheingang auf 9,2 m Höhe erreicht werden konnte. Zum Hocheingang führte eine Steintreppe, die im Kriegsfall entfernt werden konnte.
Der nun ebenerdig in den Turm führende Durchgang stammt aus dem 19. Jahrhundert, als dort eine Nagelschmiede untergebracht war.
In den 1920er-Jahren wurde der Turm vom Kanton restauriert. 2013 wurde mit umfassenden Sanierungsmassnahmen begonnen, die die Stabilisierung des Mauerwerkes zum Ziel hatten.

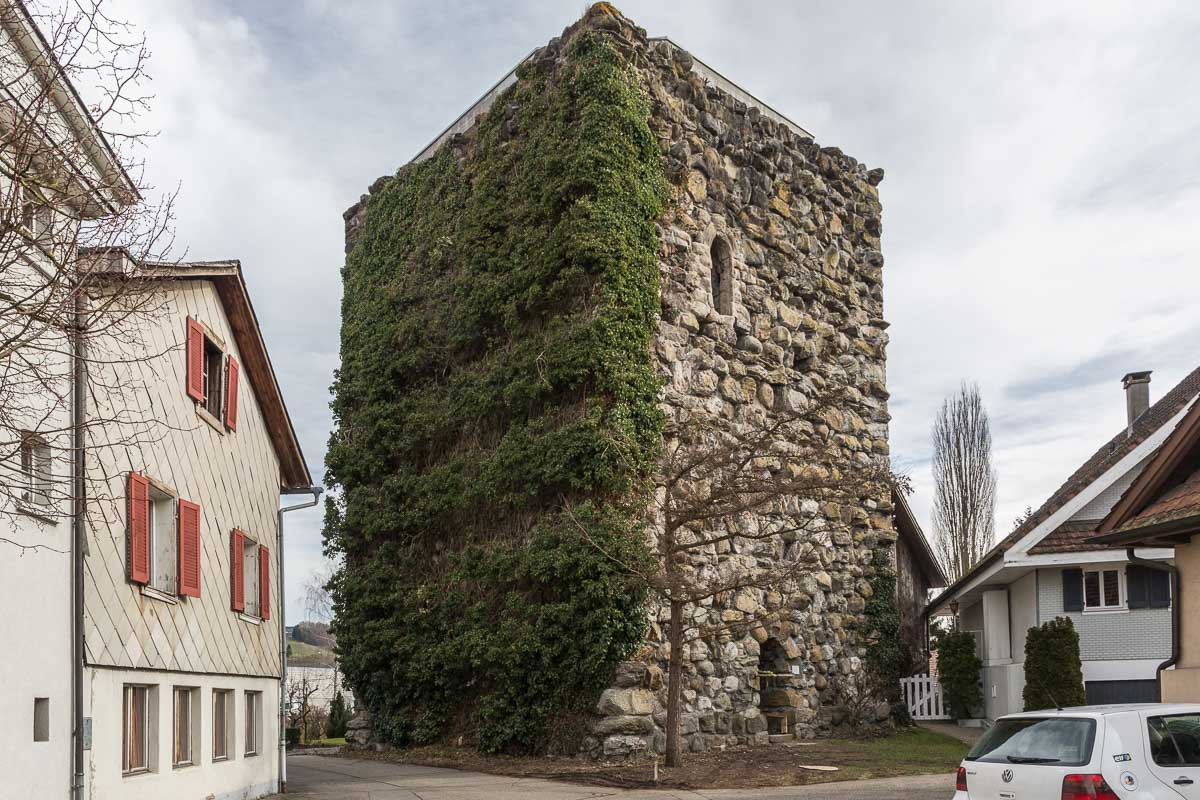
Wehrturm Richensee
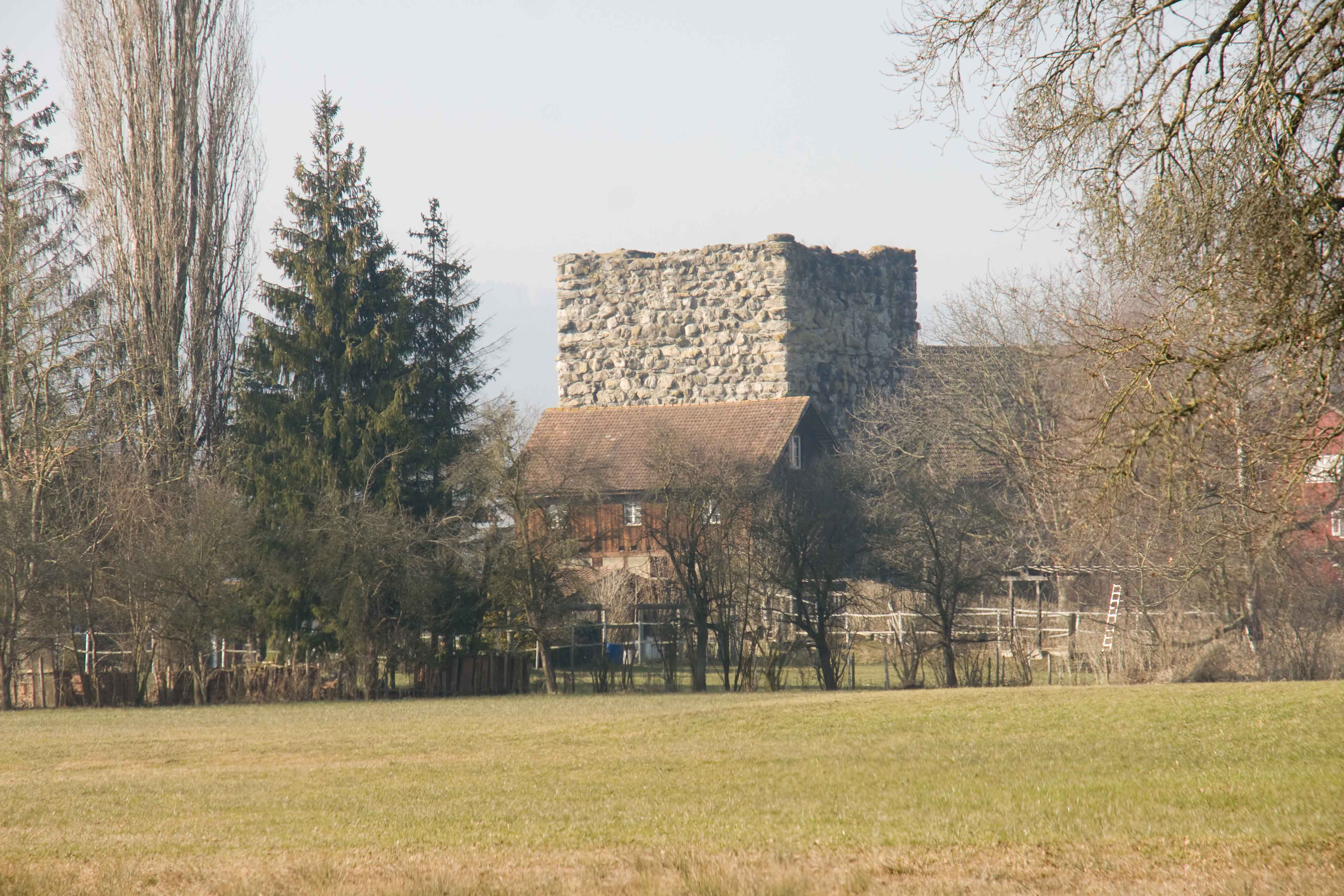
Wehrturm Richensee
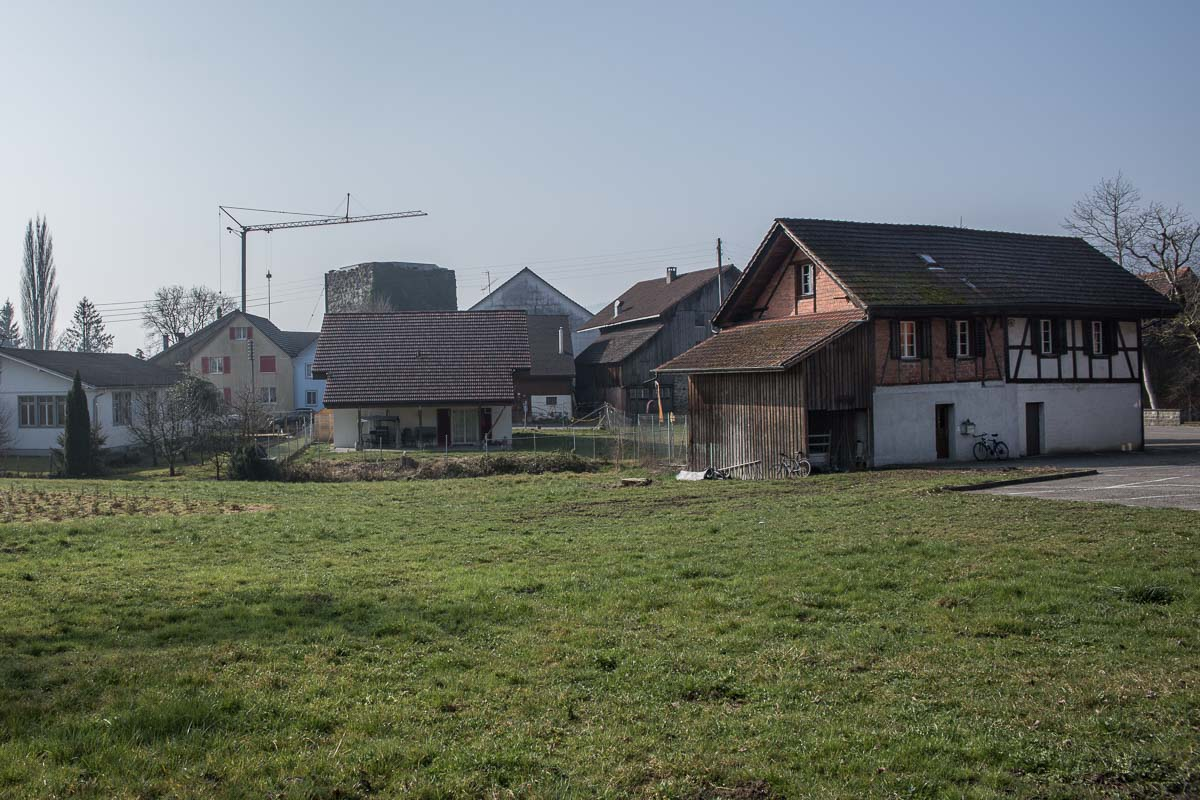
Wehrturm Richensee
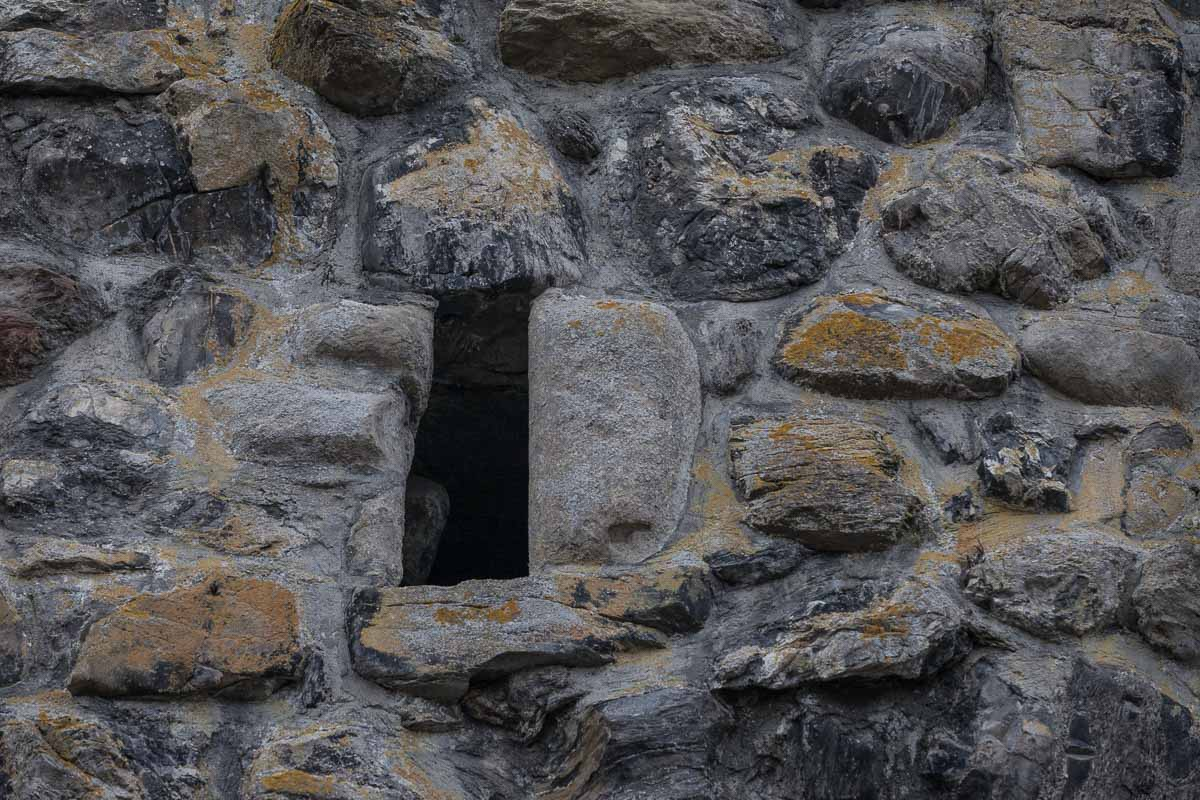
Wehrturm Richensee
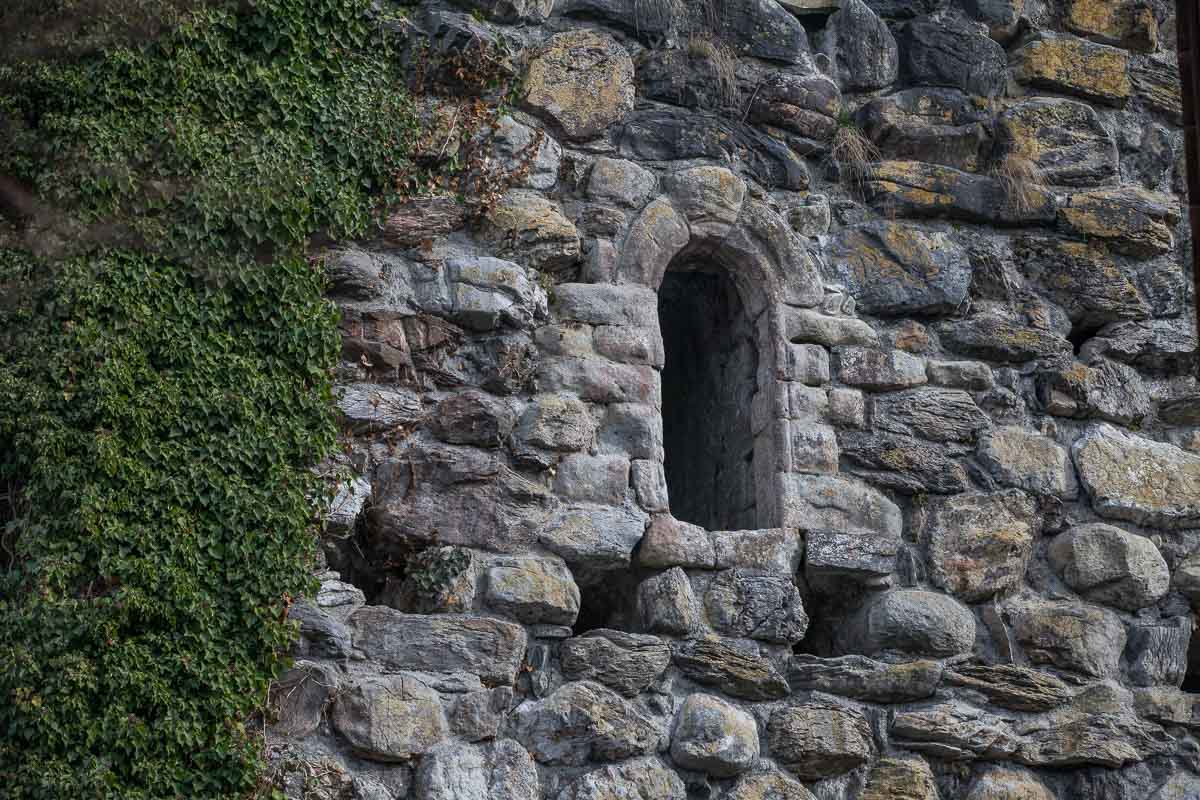
Wehrturm Richensee
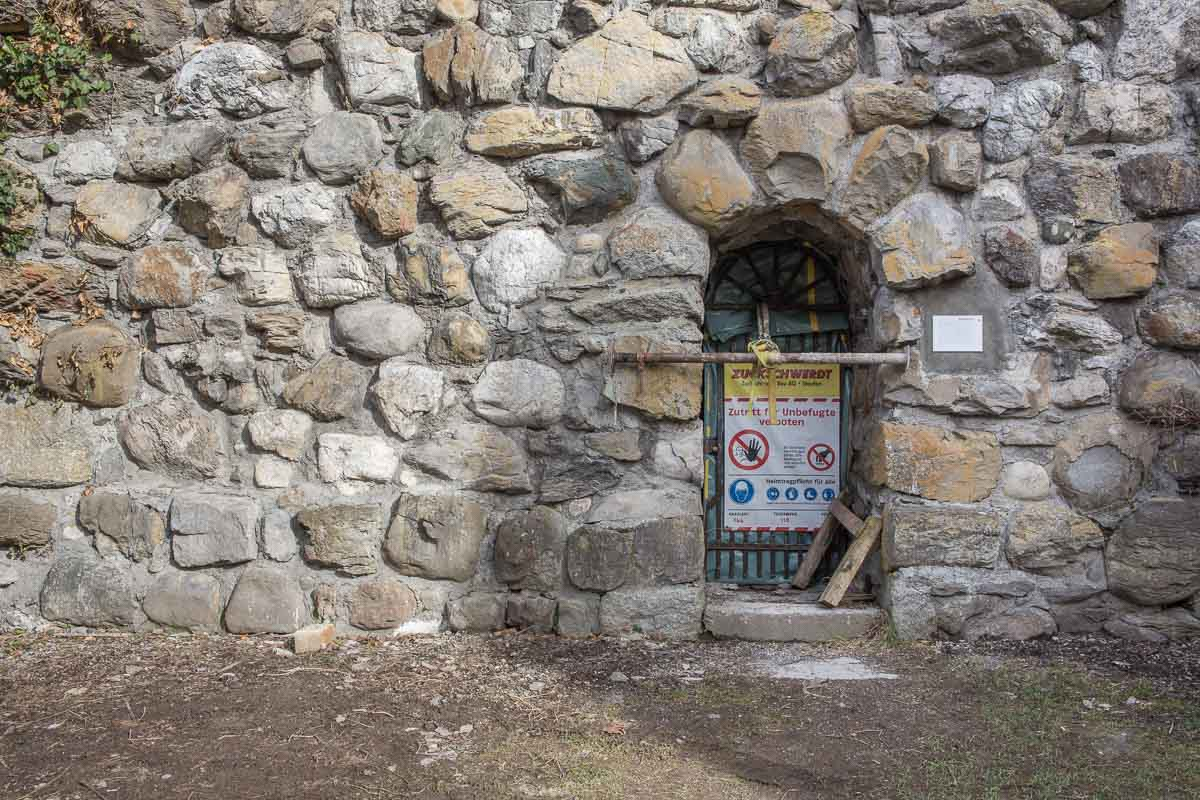
Wehrturm Richensee
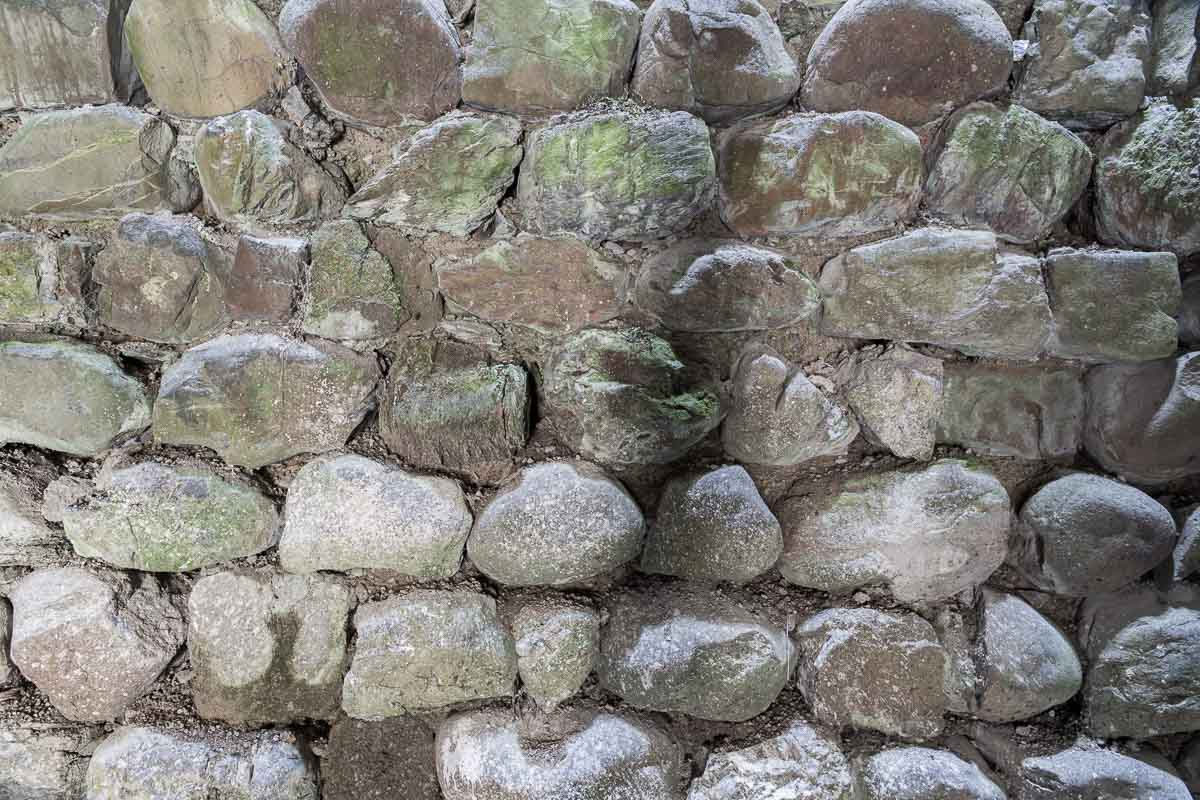
Wehrturm Richensee

## Die Sage des Schwarzen Ritters
Ein Richenseer Mädchen liebte den jungen Ritter Konrad, der als habsburgischer Dienstmann auf dem Turm inmitten des Städtchens wohnte. Als der Sempacherkrieg ausbrach und der Heerbann den Ritter in Herzog Leopolds Lager rief, trennten sich die beiden schweren Herzens. ‚Sollte mir etwas Menschliches zustossen’, sagte er zum Abschied, ‚werde ich mich bei dir melden.’ Während die Schlacht bei Sempach geschlagen wurde, sass das Mädchen traurig auf den Ruinen des zerstörten Städtchens in der Nähe des Turmes. Es gedachte des fernen Geliebten und seufzte leise aus tiefem Herzensgrund: ‚Konrad, Konrad!’ Plötzlich antwortete eine tiefe Stimme: ‚Hie Österreich!’ Zugleich stand ein schwarzer Ritter auf der Turmmauer, mit blutigem, fast zur Hälfte gespaltenem Haupt und einer tiefen Stichwunde in der Brust. Die beiden Stimmen hört man Jahr für Jahr am 9. Juli von neuem aus dem alten Gemäuer klingen, wenn jeweils um Mitternacht der Jahrestag der Schlacht beginnt.